# Ined
Mersekemre Ined je bil verjetno petintrideseti faraon pozne Trinajste dinastije. Kot tak je vladal verjetno iz Memfisa nad Srednjim in Gornjim Egiptom od leta 1672 do 1669 pr. n. št. ali od leta 1651 do 1648 pr. n. št.

## Prepoznavanje
Identiteta Mersekemre Ineda je zaradi mogoče istovetnosti z Neferhotepom II. še vedno vprašljiva. Georges Legrain je  leta 1903 v Karnaku odkril dva kipa kralja Mersekemre Neferhotepa, ki sta zdaj Egipčanskem muzeju v Kairu (CG 42023 in CG 42024). Mersekemre Ined  je omenjen na  Torinskem seznamu kraljev v vnosu 7.6, Mersekemre pa na Karnaškem seznamu kraljev v vnosu  VI, 2. Egiptologi Jürgen von Beckerath, Detlef Franke, Jacques Kinnaer, Rolf Krauss in Donald B. Redford zaključujejo, da sta vladarja ista oseba. Kim Ryholt v nasprotju z njimi v seznamih vidi dve osebi z enakim uradnim vladarskim imenom in daje za zgled Merhotepre Sobekhotepa V. in Merhotepre Inija. Ryholt enači Neferhotepa II. z vladarjem "Mer...re" v 16. vrstici 8. kolone Torinskega seznama kraljev čisto na loncu  Trinajste dinastije. Neferhotep II. je bil morda 46. vladar te dinastije. Ta vnos na Torinskem seznamu kraljev bi lahko pomenil tudi faraona Mershepsesre Inija II. in ne  Neferhotepa II., zato bi Neferhotep II. in Mersekemre Ined lahko bila ista oseba.

## Vladanje
Po zadnji Ryholtovi rekonstrukciji Torinskega seznama kraljev je Mersekemre Ined vladal 3 leta, 1 so 4 mesece In 1 dan. Vladal je verjetno samo v Srednjem in Gornjem Egiptu, ker je Štirinajsta ali Petnasjsta hiška dinastija takrat verjetno že vladala v večini Nilove delte. 